# Comox (langue)
Pour les articles homonymes, voir Comox.
Le comox-sliammon ou éy7á7juuthem (ʔayʔaǰuθəm ou ayʔaǰuθɛm), aussi appelé comox, est une langue amérindienne de la famille des langues salish parlée au Canada, en Colombie-Britannique, dans la partie centrale de la côte Est de l'île de Vancouver par les Comox (k̓ómoks) et sur le continent dans les trois communautés de Homalco ou Xwémalhkwu (χʷɛmaɬku ou χoχmaɬku), Klahuse (ƛohos), et Sliammon  ou Tla’amen (ɬaʔəmɛn). Elle a deux dialectes principaux, le dialecte insulaire, aujourd’hui éteint, et le dialecte continental.

## Écriture
| a | æ  | aw | ay | ɔ  | č  | č̓  | e  | ɛ  | ə  | əw | əy | g | gʸ | h |
| i | ɩ  | ǰ  | k  | k̓  | kʷ | k̓ʷ | kʸ | k̓ʸ | l  | l̓  | ɬ  | ƛ | ƛ̓  | m |
| m̓ | n  | n̓  | o  | ɔy | p  | p̓  | q  | q̓  | qʷ | q̓ʷ | s  | š | t  | t̓ |
| θ | tᶿ | t̓ᶿ | u  | ʊ  | w  | w̓  | χ  | χʷ | xʷ | y  | y̓  | ʔ |    |   |